# Cristian Prestera

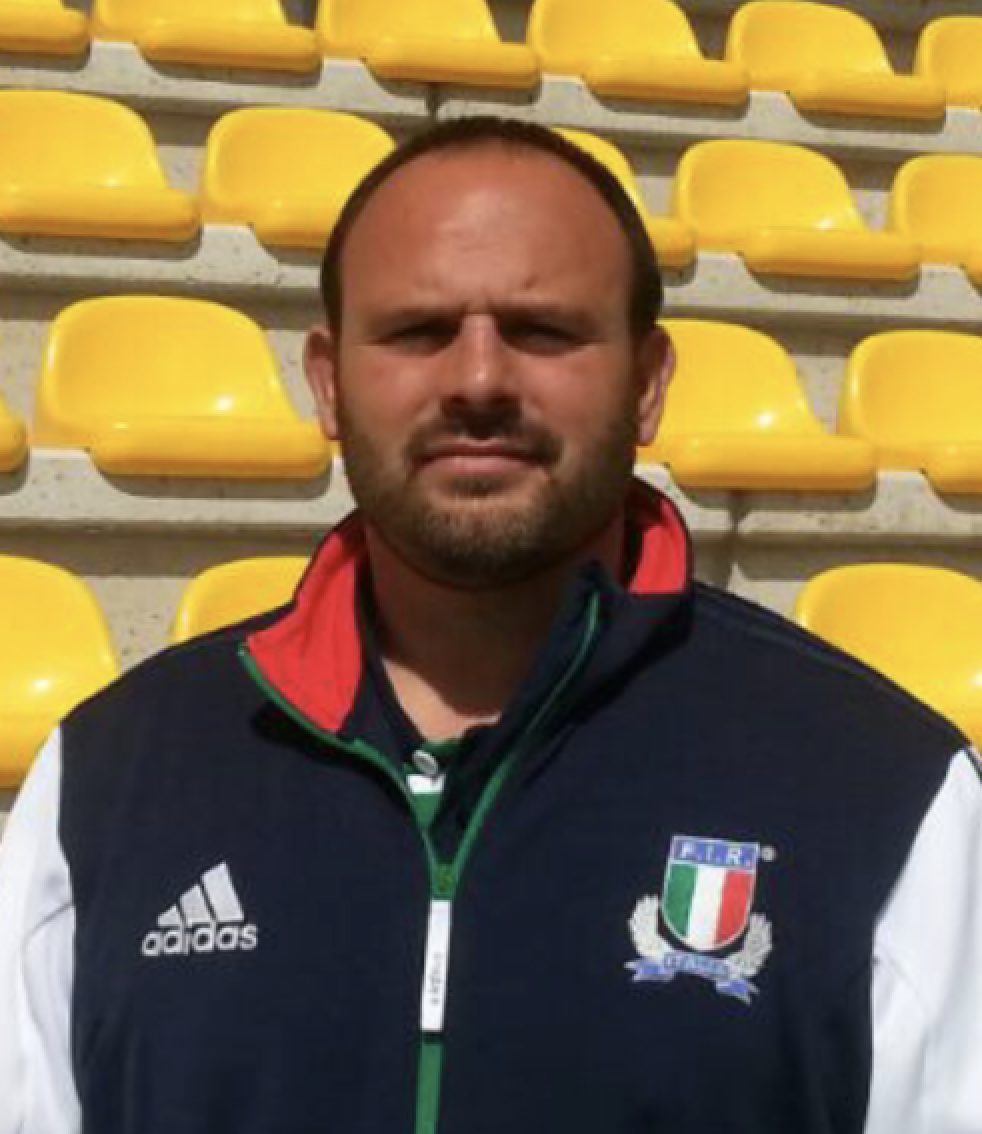
Cristian_Prestera

Cristian Jorge José Prestera (Rosario, 3 aprile 1973) è un allenatore ed ex giocatore argentino di rugby a 15, dal 2023 tecnico della prima squadra e dell’under 18 del Parma.

## Biografia
Rosarino, si formò rugbisticamente nel club universitario della sua città, con il quale disputò diverse stagioni del campionato provinciale arrivando anche a rappresentare la provincia di Rosario nel campionato nazionale argentino.
Venne in Italia nel 2000 al Livorno, nell'ultima stagione della vecchia serie A/1, poi con la riforma del campionato e l'istituzione del Super 10 fu al GRAN Parma fino al 2005, per poi passare al Colorno, che fu la squadra con cui chiuse la carriera agonistica a seguito di un infortunio: durante la convalescenza iniziò a seguire le giovanili del club e nella stagione seguente fu affiancato alla direzione della prima squadra insieme a Michele Mordacci.
Nel 2010 fu alla guida dell'effimero GranDucato, nato dalla fusione delle prime squadre di GRAN Parma e Colorno, per poi tornare nel club della provincia e in seguito intraprendere attività federale presso l'accademia FIR Ivan Francescato nonché la guida come allenatore in seconda delle giovanili della nazionale; come allenatore in prima del Colorno guidò la squadra alla promozione in A/1 nella stagione 2012-13.
Dal 2015 segue il settore femminile del Colorno la cui prima squadra, alla fine del campionato 2016-17, è riuscito a portare alla finale di campionato, poi persa contro il Valsugana.
Nella stagione successiva, Cristian Prestera, porta le Furie Rosse del Rugby Colorno alla finale ancora contro Valsugana dove vince per la prima volta lo scudetto della Serie A Femminile.
Dal 2018 è affidato al ruolo di tecnico del Colorno impegnato in Serie A.
Nella stagione 2018/2019 viene nominato head coach del Colorno insieme a Roland De Marigny, arrivando alla promozione in Top12, nel massimo campionato italiano.
Nella stagione 2021/2022 oltre a ricoprire il ruolo di allenatore degli avanti della prima squadra, gli viene affidato il timone dell'under 19. Riesce a mettere in campo sempre due squadre ottenendo ottimi risultati laureandosi Campione d'Italia under 19 e facendo vincere il primo scudetto giovanile al Rugby Colorno.

## Palmarès
2011/2012 Campione Regionale U20 Rugby Colorno (Promozione Girone Elite)

2011/2012 Campione d'Italia Serie B - Promozione in A2 Rugby Colorno

2012/2013 Campione d'Italia Serie A2 - Promozione A1 Rugby Colorno

2014/2015 Campione Torneo 4 Nazioni U19 Nazionale U18 (Rio Quarto - Argentina)

2016/2017 Finale Scudetto Serie A Femminile Rugby Colorno ( 2º Posto Campionato Nazionale Serie A Femminile)

2017/2018 Campione d'Italia Serie A Femminile Rugby Colorno

2018/2019 Promozione Top12 Rugby Colorno (2ºPosto Campionato Nazionale Serie A MAschile)

2021/2022 Campione d'Italia U19 Rugby Colorno